# Nkoro
Die Sprache Nkọrọọ ist eine vom Aussterben bedrohte ijoide Sprache, die zur Sprachfamilie der Niger-Kongo-Sprachen zählt.
Sie wird von über 4500 ethnischen Angehörigen der Nkọrọọ-Volksgruppe im lokalen Regierungsareal Opobo-Nkoro des Bundesstaates Rivers State in Nigeria gesprochen.